# Robert Stigler
Robert Stigler (* 18. April 1878 in Steyr, Österreich; † 9. August 1975 in Kirchberg in Tirol, Österreich) war ein österreichischer Mediziner und Hochschullehrer. Schwerpunkt seiner Tätigkeit waren physiologische Forschungen im Bereich des Sehens, der Verdauung, der Wärmeregulation, der Hypertonie und des Tauchens, sowie, in der Physiologie der Haustiere, des Wiederkäuens. Er beteiligte sich vom Herbst 1911 bis zum Frühjahr 1912 als Expeditionsarzt an der Ugandafahrt von Rudolf Kmunke. Lehr- und Forschungsaktivität zunächst an der medizinischen Fakultät, dann an der Hochschule für Bodenkultur, dort zur Zeit des Dollfuß-Regimes für 4 Jahre beurlaubt.
In der Zeit des Nationalsozialismus in Österreich hielt er unter anderem Vorlesungen zur Rassenphysiologie und Rassenhygiene, leitete eine zweiwöchige vergleichende physiologische Forschung an verschiedenen ethnischen Gruppen im Kriegsgefangenenlager Kaisersteinbruch, und war als Marineoberstabsarzt an Forschungen in Carnac zu Druckproblemen in U-Booten beteiligt. Nach dem Krieg pensioniert, arbeitete er weiterhin an der vergleichenden Hypertonieforschung, an einer Krebstheorie und an tropenmedizinischen Themen.

## Leben
Robert Stigler war der Sohn des Steyrer Apothekers, Chemikers und Kammersängers Wilhelm Stigler (späterer Künstlername: Steven). Er ging in Steyr zur Volksschule, in Wien ins Gymnasium und absolvierte an den Universitäten Wien, Kiel und Bern von 1897 bis 1903 ein Medizinstudium. Er war noch vor seiner Promotion (1903) Demonstrator am histologischen Institut Wien (Viktor von Ebner-Rofenstein) und stellvertretender Assistenzarzt an der chirurgischen Abteilung der Universitätsklinik Bern. 1903/4 arbeitete er ein erstes Mal bei Siegmund Exner-Ewarten, zunächst über subjektive Gesichtserscheinungen.
Nach seiner Promotion arbeitete er an der Augenklinik Wien (Fuchs), von 1905 bis 1907 am Physiologischen Institut Graz (bei Oskar Zoth), und ab 1907 am Physiologischen Institut Wien (bei Exner-Ewarten) als Assistent und Leiter der sinnesphysiologischen Abteilung, wo er 1910 den Metakontrast entdeckte (in der neueren Forschung zitiert z. B. in Neumann und Müsseler) und sich 1911 habilitieren konnte. Ab 1915 war Stigler außerordentlicher Professor für Physiologie des Menschen an der Universität Wien, 1919 außerordentlicher und ab 1921 ordentlicher Professor für Anatomie und Physiologie für Haustiere an der Hochschule für Bodenkultur (BOKU) in Wien. Zudem lehrte er von 1914 bis 1919 an der Wiener Krankenpflegeschule, für welche er ein kurzes Lehrbuch der Physiologie verfasste, aus dem wenige Jahre später ein Lehrbuch für Medizinstudenten wurde.
Bereits 1905 k.k. Assistenzarzt-Stellvertreter im 3. Tiroler Kaiserschützenregiment (Canale San Bovo), diente Robert Stigler im Ersten Weltkrieg vom 20. September bis 23. Oktober 1915 als k.k. Oberarzt an der Dolomitenfront (zwischen Kartitsch und Corvara), bis zur Rückkehr an die Krankenpflegeschule in Wien. Angesichts des unzulänglichen Transports von Verwundeten auf flachen Bahren entwickelte er eine abgewinkelte und mit Rückengurten tragbare sowie abseilbare Gebirgsbahre (Stiglerbahre), die er noch bis in den Zweiten Weltkrieg hinein weiterentwickelte, und die in vor allem materialmäßig abgeänderter Form noch in der Gegenwart verwendet wird.
Stigler unternahm zahlreiche Reisen, vor allem zu Forschungszwecken. Im Zeitraum von 1908 bis 1914 bereiste er mehrmals die Mittelmeerländer, unter anderem als Schiffsarzt bei der österreichischen Handelsschiffahrtsgesellschaft Lloyd. Als solcher lernte er im Frühjahr 1911 den Architekten und Unternehmer Rudolf Kmunke kennen, der ihn zur Teilnahme als Expeditionsarzt an einer Uganda-Expedition von Oktober 1911 bis April 1912 einlud, für die Stigler zusätzlich durch einen Beitrag der kaiserlichen Akademie der Wissenschaften in Wien „für vergleichende rassenphysiologische Studien an Weissen und Eingeborenen“ unterstützt wurde. Dabei war Stigler als passionierter Bergsteiger u. a. an den Erstbesteigungen des Mount Elgon und des Mount Moroto beteiligt, führte eine Reihe von vergleichenden physiologischen Untersuchungen an Europäern und Eingeborenen durch und konnte neben den medizinischen auch seinen anthropologischen Interessen für die in Uganda angetroffenen, noch kaum untersuchten indigenen Stämme nachgehen.
Stigler schlug eine Neugestaltung des medizinischen Unterrichts vor und setzte sich für eine staatliche Ehevermittlung und -beratung mit eugenischen Zielen (vor allem Vermeidung der Fortpflanzung bei Erbkrankheiten) sowie gegen die Rassenmischung ein, für die er negative gesundheitliche und psychische Folgen bei den Nachkommen ins Feld führte (u. a. Suizidneigung, sexuelle Applanation), wofür er allerdings keine robusten wissenschaftlichen Befunde anführen konnte, und obwohl er bereits 1919 zu Beginn seines Vortrags über „Rassenphysiologische Studien in Uganda“ klargestellt hatte, „dass es heutzutage überhaupt keine reinen Rassen mehr gibt, sondern nur mehr verschiedene Rassenmischungen“. Er hatte im Übrigen zeitlebens freundschaftliche Kontakte zu zionistischen Juden, die ebenfalls gegen die Rassenmischung eintraten, und erhielt nach der Gründung des Staates Israel von diesem ein Bildnis Martin Bubers als Anerkennung für diese Ideenverwandtschaft.
Politisch sah sich Stigler als ein deutschnationaler Österreicher, er erachtete Österreich als kulturell dem deutschen Reich überlegen und war gegen ein Aufgeben der österreichischen Selbstständigkeit, konnte sich bestenfalls einen „Zusammenschluss“ bei Aufrechterhaltung der beidseitigen Souveränität vorstellen.
1931 hätte Stigler die medizinische Gruppe der Abteilung für Rasse und Rassenhygiene der Gauleitung der NSDAP in Wien leiten sollen, diese Gruppe kam aber seinen Angaben zufolge nie zustande. Während der Zeit des Austrofaschismus wurde Stigler 1934 „aus Gründen der öffentlichen Ruhe, Ordnung und Sicherheit wegen des dringenden Verdachtes der Förderung staats- und regierungsfeindlicher Handlungen“ (nach Robert Stigler zitiert) von der Hochschule für Bodenkultur in den zeitlichen Ruhestand versetzt, somit 4 Jahre lang von Lehre und Forschung ausgeschlossen. Erst 1937 konnte er auf dem Umweg über die Deutsche Forschungsgemeinschaft eine beschränkte finanzielle Unterstützung für die teilweise Wiederaufnahme seiner Forschungen erhalten. Der NSDAP-nahen Deutschen Forschungsgemeinschaft galt er als ein „alter, bewährter nationalsozialistischer Kämpfer in Österreich“. Diese Bezeichnung ist insofern irreführend, als ein sogenannter „Alter Kämpfer“ vor dem Verbot 1933 formell Mitglied der Partei hätte sein müssen, was bei Robert Stigler nicht der Fall war.
Im Zuge des Anschlusses Österreichs an das nationalsozialistische Deutsche Reich kehrte Robert Stigler 1938 an die Hochschule für Bodenkultur zurück und war dort von 1938 bis 1945 Vorstand des Instituts für Anatomie und Physiologie für Haustiere. Er wurde von 1939 bis 1941 zu Vorlesungen zur Rassenhygiene an der Universität Wien beordert und lehrte dort ab 1941 als Professor für Physiologie des Menschen.
Er beantragte am 20. Mai 1938 die Aufnahme in die NSDAP und wurde zum 1. Mai desselben Jahres aufgenommen (Mitgliedsnummer 6.282.784). Der Versuch Stiglers, eine niedrigere Mitgliedsnummer zu erhalten, wurde nach eingehenden Ermittlungen der Reichsleitung durch definitiven Bescheid der Gauleitung Wien vom 4. August 1943 abgewiesen.
Während des Zweiten Weltkrieges führte Stigler zusammen mit mehreren Assistenten im Juli 1940 eine zweiwöchige physiologische Forschung an Kriegsgefangenen aus Europa, Afrika, Asien und Südamerika im Kriegsgefangenenlager Kaisersteinbruch im Burgenland durch, zu Fragen von Blutgerinnung, Kreislauf, Atmung, Sinnesphysiologie und sekundären Geschlechtsmerkmalen. Von 1941 bis 1944 arbeitete Stigler, der bereits vor dem Ersten Weltkrieg in der k.u.k. Kriegsmarine in Pola wissenschaftliche Versuche über das Tauchen durchgeführt hatte, am Marineärztlichen Forschungsinstitut für Unterseebootmedizin in Carnac in der Bretagne und war dort zeitweise als Institutsleiter tätig.
Nach Kriegsende wurde Stigler 1945 im Zuge der Entnazifizierung sämtlicher Ämter enthoben und aus dem Staatsdienst entlassen, was Staatssekretär Ernst Fischer so begründete: „Da Sie in der Zeit vom Frühjahr 1932 bis März 1938 Obmann des Rassenhygienischen Ausschusses der Gruppe Ärzte des Gaues Wien der NSDAP waren, wird als erwiesen angenommen, dass Sie der NSDAP als illegales Mitglied angehört haben“. Nach Stiglers Rekurs (laut dem weder die angeführte Funktion noch die illegale NSDAP-Mitgliedschaft den Tatsachen entsprachen) wurde er 1947 als minderbelastet eingestuft und der ordentlichen Pensionierung zugeführt.
Seine wiederholten Bemühungen um eine Wiederaufnahme der Vorlesungs- und Forschungsaktivität blieben hingegen erfolglos, was ihn nicht hinderte, auf eigene Kosten weiter zu forschen, an Kongressen vorzutragen und zu publizieren. 1964 wurde sein Werk «Normaler und hoher Blutdruck und kardiovaskulären Mortalität bei verschiedenen Völkern. Epidemiologie und Ätiologie» bei D. Steinkopff herausgegeben; weitere Themen seiner 30 Nachkriegs-Publikationen waren die Theorie der Krebsentstehung, tropenmedizinische Fragen, Wärmehaushalt, Verdauung, Metakontrast und Hämodynamik. Die erhöhte Hirnschlags-Mortalität bei Afroamerikanern versuchte er mit klimatischen Einflüssen in der Eiszeit zu begründen, eine Hypothese, die jedoch neueren wissenschaftlichen Erkenntnissen – namentlich aus der Paläogenetik – nicht standhält.
1947 wurde er pensioniert. Als Pensionär blieb Stigler wissenschaftlich tätig, u. a. publizierte er Ergebnisse früherer Forschungsarbeiten, beschäftigte sich mit der Krebsforschung und nahm an zahlreichen medizinischen Kongressen teil. Daneben widmete er sich der Volksbildungsarbeit; er hielt Vorträge und schrieb Artikel für populärwissenschaftliche Zeitschriften. Dabei befasste er sich mit allgemeinphysiologischen Themen, aber auch mit der Rassenphysiologie und Rassenhygiene.
Robert Stigler war verheiratet und hatte vier Kinder. Er verbrachte seine letzten Jahre in Going am Wilden Kaiser und Kirchberg in Tirol.

## Auszeichnungen und Ehrungen, spätere Aberkennungen
Stigler war Ehrenmitglied der Deutschen Physiologischen Gesellschaft und der Österreichischen Gesellschaft für Tropenmedizin, Mitglied der Österreichischen Geographischen Gesellschaft, der Anthropologischen Gesellschaft, sowie der Österreichischen Arbeitsgemeinschaft für Ur- und Frühgeschichte.
Er war seit 1904 Ehrenmitglied der Wiener akademischen Burschenschaft Moldavia und der Sängerschaft Ghibellinen in Wien, sowie der Sängerschaft Gothia Graz. Die Grazer akademische Burschenschaft Germania ernannte ihn 1955 zum Ehrenmitglied.
Ende Jänner 1945 war Stigler einer von 3 Boku-Professoren, die mit dem Kriegsverdienstkreuz II. Klasse ausgezeichnet wurden (Ebner 2002), dies für drei Verdienste: 1) physiologische Untersuchungen zum Tauchen (als Marinestabsarzt am Forschungsinstitut Carnac), 2) als Erfinder der nach ihm benannten Gebirgstragbahre (bei den Gebirgstruppen im 1. und 2. Weltkrieg eingesetzt), und 3) für seine Untersuchungen während der Uganda-Expedition 1911/12 zur Akklimatisation und Bioklimatik der Weißen in Afrika).
Anlässlich der 100-Jahr-Feier der Hochschule für Bodenkultur (Boku) Wien 1972 wurde Stigler deren Goldener Ehrenring verliehen. Im Jahre 2014, fast 40 Jahre nach seinem Tod, wurde durch eine Kommission befunden, dass der Professor der Anatomie und Physiologie der Haustiere «nationalsozialistisches und rassistisches Gedankengut» verbreitet habe, worauf der akademische Senat beschloss, ihm den Ehrenring posthum zu entziehen.
Bereits vorher war die Entscheidung der Stadt Steyr gefallen, die nach Robert Stigler benannte Straße umzubenennen, wobei eine ähnliche Argumentation wie im Falle der Boku Wien den Ausschlag gab. In einem Zeitungsbericht der «Oberösterreichischen Nachrichten» vom 3. März 2010 wurde bei dieser Gelegenheit Stigler als ehemaliger «Lagerarzt» bezeichnet, wohl in Anspielung auf seine zweiwöchigen physiologischen Forschungen im Kriegsgefangenenlager Kaisersteinbruch. Tatsache ist, dass Stigler nie Lagerarzt in irgendeinem Lager des NS-Regimes war.

## Publikationen
- Lehrbuch der Physiologie für Krankenpflegeschulen (= Lehrbücher für Krankenpflegeschulen). Hölder, Wien/Leipzig 1917; 2. verbesserte Auflage 1921.
- Entwurf eines neuen medizinischen Lehrplanes. M. Perles, Wien 1918.
- Die volksgesundheitliche Bedeutung einer staatlichen Ehevermittlung, in: Wiener Medizinische Wochenschrift Nr. 38, 1918.
- Professoren – Privatdozenten – medizinischer Unterricht. M Perles, Wien 1919 (aus: Wiener Medizinische Wochenschrift, 1919, Nr. 15).
- Die rassenphysiologische Bedeutung der sekundären Geschlechtsmerkmale, in: Mitteilungen der Anthropologischen Gesellschaft in Wien Bd. 40, Wien 1920.
- Physiologisches Merkblatt für Bergsteiger. Herausgegeben von der Wiener Lehrersektion des Deutschen und Österreichischen Alpenvereins (DuÖAV), Selbstverlag des DuÖAV, Wien 1921.
- Lehrbuch der Physiologie in einfacher Darstellung. 3. neubearbeitete Auflage. Urban & Schwarzenberg, Berlin/Wien 1927.
- Vergleichende Sexualphysiologie der schwarzen und der weißen Frau. Verhandlungen des 1. Internationalen Kongresses für Sexualforschung Bd. 2, Berlin 1928.
- Die rassenphysiologische Bedeutung der sexuellen Applanation, in: Zeitschrift für Rassenphysiologie Bd. 7, Heft 1/2, München 1935.
- Rassenphysiologische Ergebnisse meiner Forschungsreise in Uganda 1911/1912 (= Denkschriften, Band 109, Abhandlung 3). Österreichische Staatsdruckerei, Wien 1952 (auch bei: Springer, Wien 1952).
- Normaler und hoher Blutdruck und kardiovaskuläre Mortalität bei verschiedenen Völkern. Epidemiologie und Ätiologie (= Kreislauf-Bücherei, Band 22). D. Steinkopff, Darmstadt 1964; Online-Ausgabe: ISBN 978-3-642-87659-2.